# Кроутер, Сэмюэл Аджай
Сэмюэл Аджай Кроутер (англ. Samuel Ajayi Crowther; 1809[…] или 1806, Исейин, Ойо — 31 декабря 1891[…], Лагос) — первый англиканский епископ Нигерии (с 1864 года), просветитель, учёный-лингвист, переводчик Библии на язык йоруба.

## Биография
Кроутер - йоруба по этнической принадлежности. В результате набега фульбе будущий епископ в 12 лет был захвачен плен и продан в рабство португальцам. В ходе транспортировки корабль, на котором он находился, был захвачен англичанами и переправлен во Фритаун. В 1825 году он был крещён по англиканскому обряду и наречен Сэмюэлем Кроутером. Затем он поступил в миссионерскую школу, духовный колледж Фура-Бей. Получил сан священника в 1843 году. Служил в миссии Церковно-миссионерского общества в Лагосе (1845) и в Абеокуте (1846).
В августе 1851 года Генри Винсент с помощью Кроутера убеждал королеву Викторию, лорда Парлмерстона и лордов Адмиралтейства о необходимости интервенции на остров Лагос. Епископ Кроутер утверждал, что если Лагос будет подчинён Акитою и связан с Англией, то британские коммерческие интересы будут гарантированы. Аргументы Кроутера были положительно восприняты Адмиралтейством и Палмерстоном, и Лагос был аннексирован.
В 1864 году Кроутер основал в дельте Нигера Нигерийскую миссию, состоящую целиком из африканцев. В 1867-1879 годах руководил миссионерской деятельностью на Нигере и в глубинных районах йоруба. Рассматривал христианство как важное средство приобщения африканцев к просвещению и прогрессу. Также руководил переводом и изданием религиозных книг на местных языках, лично переводил книги Библии на язык йоруба, составил словарь (1843) и грамматику (1852) языка йоруба, словарь языка игбо (1882), букварь нупе (1852). В 1890 году был отправлен англичанами в отставку, после чего поддерживал идею создания на Нигере в рамках англиканской церкви независимого пастората под руководством коренных африканских миссионеров.